# HERG-Kanal
Der hERG-Kanal (Abk. für engl. human Ether-a-go-go Related Gene) ist ein spannungsaktivierter, auswärtsgleichrichtender Kaliumkanal in Herzmuskelzellen und Nervenzellen des Nucleus subthalamicus.

## Eigenschaften
Der Kanal besteht aus vier Untereinheiten mit je sechs Transmembrandomänen und ist für die teilweise Repolarisation durch einen schnellen Kaliumausstrom IKr während des Aktionspotentials im Herzen verantwortlich. Der hERG-Kanal besitzt einen Einfluss auf die Zellteilung und die Apoptose.

## Struktur

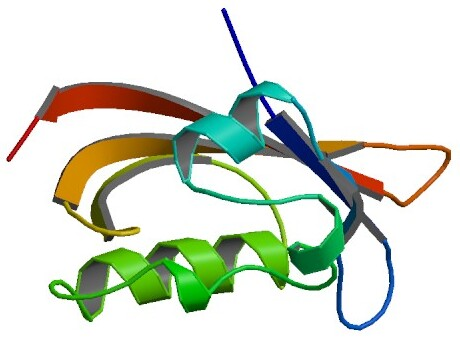
Das KCNH2-Protein

Bei den hERG-Kaliumkanälen kann es sich entweder um Homo- oder Heterotetramere von α-Untereinheiten oder um Heterotetramere aus α- und β-Untereinheiten handeln. Als α-Einheit können die Proteine Kv11.1 (Gen: KCNH2), Kv11.2 (KCNH6), Kv11.3 (KCNH7) oder Kv7.1 (KCNQ1) fungieren, und MinK (KCNE1), MiRP1 (KCNE2) und MiRP2 (KCNE3) sind mögliche β-Einheiten. Nicht alle Kombinationen sind erlaubt.

## Pathophysiologie
Veränderungen des Kanals führen zum Long- oder Short-QT-Syndrom. Da die Repolarisation des Aktionspotenzials verändert wird, können gefährliche Herzrhythmusstörungen (Arrhythmien) auftreten.
Nachdem einige Pharmaka zu einer unbeabsichtigten Beeinflussung des hERG-Kanals geführt haben, schreibt die amerikanische Zulassungsbehörde vor, dass alle neuen Wirkstoffe auf ihre hERG-Aktivität getestet werden. Der ungeheure Bedarf an diesen Tests war eine der Haupttriebfedern der Entwicklung automatisierter Ionenkanalanalyse.

## Namensgebung
Das für das Protein codierende Gen liegt im Locus Chr.7 q35-q36, also auf dem q-Arm des menschlichen Chromosoms 7 im Abschnitt 35 und 36. Das Gen ist verwandt mit dem bei Drosophila gefundenen Ether-A-Go-Go-Gen. Mutationen in diesem Gen lösen bei den betroffenen Fliegen unter Ethernarkose ein Fußzucken aus, das an die berühmten Tänze aus dem zu der Zeit legendären Rockclub Whisky A Go-Go erinnert. Die Namensgebung erfolgte durch William D. Kaplan in den 1960er-Jahren.